# 3-тя загальновійськова армія(РФ)
3-тя гвардійська Лугансько-Сєвєродонецька загальновійськова армія (3 ЗВА, в/ч 77077; у 2014—2022 роках мав назву-прикриття «Народна міліція ЛНР») — об'єднання Збройних сил Росії на Донбасі. Розміщений на окупованій частині Луганської області, штаб — м. Луганськ. Формально належав маріонетковій ЛНР, проте підпорядковувався Південному військовому округу.
У 2023 році публічно включений до складу Збройних сил РФ.
Влітку 2024 року корпус був перетворений на армію.

## Історія
Корпус був сформований на основі підрозділів, що входили до структури «Армія Південного Сходу».
2-й армійський корпус підпорядкований спеціально для цього створеному 12-му командуванню резерву Південного військового округу ЗС Росії за штабом у місті Новочеркаськ Ростовської області.
Станом на середину лютого люди відкрито говорять, що під шумок Росія намагається будь-якими шляхами «залатати дірки» в «армійських корпусах», у підрозділах яких хронічний некомплект.

## Структура
Бригади:
- 4-та окрема мотострілецька бригада
- 6-а окрема гвардійська мотострілецька Лисичанська козача бригада імені М. І. Платова (Кадіївка), в/ч 69647;(Хрустальний), в/ч 74347;
- 7-ма окрема мотострілецька бригада (Брянка), в/ч 08807;
- 85-та окрема мотострілецька бригада[8]
- 88-ма окрема мотострілецька бригада
- 123-тя окрема мотострілецька бригада (Луганськ), в/ч 73438;
- окрема артилерійська бригада (Луганськ), в/ч 23213;

Полки:
- окремий комендантський полк (Луганськ), в/ч 44444;

Окремі батальйони та дивізіони:
- 4-й окремий танковий батальйон (Луганськ), в/ч 64064;
- окремий зенітно-ракетний батальйон (Луганськ), в/ч 23023;
- окремий розвідувальний батальйон (Луганськ), в/ч 55055;
- окремий батальйон спеціального призначення (Луганськ);
- окремий ремонтно-відновлювальний батальйон (Луганськ), в/ч 13931;
- окремий батальйон управління та охорони (Луганськ), в/ч 73604;
- окремий батальйон матеріального забезпечення (Луганськ), в/ч 14941;

окремі роти:
- окрема саперно-інженерна рота (Луганськ), в/ч 11011;
- окрема рота радіолокаційної боротьби (Луганськ), в/ч 05776;

Батальйони територіальної оборони:
- 11-й батальйон територіальної оборони «Отаман» (Луганськ);
- 12-й батальйон територіальної оборони «Рим» (Довжанськ);
- 13-й батальйон територіальної оборони «Кулькин» (Ровеньки);
- 14-й батальйон територіальної оборони «Призрак» (Алчевськ);
- 15-й батальйон територіальної оборони «СССР Брянка» (Брянка);
- 16-й батальйон територіальної оборони «Ліший» (Антрацит);
- 17-й батальйон територіальної оборони (Перевальськ);
- 18-й батальйон територіальної оборони «Похідний» (Хрустальний).

Резервні підрозділи: 
- 202-й стрілецький полк;
- 204-й стрілецький полк;
- 206-й стрілецький полк;
- 208-й стрілецький полк;
- 254-й стрілецький полк.

## Командування
- (осінь 2014 — зима 2015) генерал-майор Збройних сил РФ Кузовльов Сергій Юрійович (псевдо «Тамбов»)[11]
- (зима — весна 2015) генерал-лейтенант Збройних сил РФ Юдін Сергій Сергійович, відряджений з посади начальника штабу 20-ї армії.[12]
- (весна 2015 — ???) генерал-майор Збройних сил РФ Нікіфоров Євген Валерійович (документи прикриття на прізвище Моргун), відряджений з посади заступника командувача 58-ї армії.